# Willy's Wonderland
Pour plus de détails, voir Fiche technique et Distribution.
Willy's Wonderland, ou À train d'enfer au Québec, est un film américain réalisé par Kevin Lewis, sorti en 2021 en vidéo à la demande et dans quelques cinémas, en raison de la crise du Covid.

## Synopsis
Le film commence par nous présenter un personnage silencieux roulant à travers les routes américaines (Nicolas Cage, son personnage ne portant pas de réel nom). Il se retrouve soudain bloqué dans la petite ville de Hayesville, à la suite d'une crevaison, où le garagiste local accepte de l'aider à changer ses pneus, mais notre protagoniste ne possède pas d'argent liquide pour payer. Le garagiste le présente alors à Tex Macadoo, propriétaire d'une salle de jeux à thème nommé Willy's Wonderland (Le Monde Merveilleux de Willy en français). Tex accepte de payer pour la réparation des pneus uniquement si son propriétaire nettoie la vieille salle de jeux fermé depuis des années, ce qu'il accepte.
Nicolas Cage commence ainsi à nettoyer l'établissement de fond en comble. Très vite, des choses inhabituelles se produisent : des lumières s'allument et s'éteignent, de la musique se lance toute seule et les animatroniques, mascottes de la salle de jeux, commencent à prendre vie un par un et deviennent agressifs. Le héros va ainsi avoir l'aide de Liv, une adolescente vivant dans le coin, et de ses amis pour enterrer les obscurs secrets que cachent le mystérieux établissement.

## Fiche technique
- Titre original : Willy's Wonderland
- Titre québécois : À train d'enfer
- Réalisation : Kevin Lewis
- Scénario : G.O. Parsons
- Photographie : David Newbert
- Montage : Ryan Liebert
- Musique : Émoi
- Production : Nicolas Cage, Grant Cramer (en), Jeremy Daniel Davis, Bryan Lord, David Ozer[2]
- Société de production : Landmark Studio Group
- Pays de production :  États-Unis
- Langue originale : anglais
- Format : couleur - 2,39:1
- Budget : 5,5 M$
- Genre : action, horreur
- Durée : 88 minutes
- Dates de sortie : 
  - États-Unis : 12 février 2021 sur Prime Video
  - France : 2 novembre 2021 (DVD)

## Distribution
Sauf indication contraire, les informations mentionnées dans cette section peuvent être confirmées par la base de données cinématographiques IMDb,  présente dans la section « Liens externes ».

### Rôles d'humains
- Nicolas Cage : homme à tout faire
- Emily Tosta (en) : Liv (adolescente)
- Beth Grant : shérif Lund
- Ric Reitz : Tex Macadoo
- Chris Warner : Jed Love
- Kai Kadlec : Chris
- Caylee Cowan : Kathy
- Jonathan Mercedes : Dan
- Terayle Hill : Bob
- Grant Cramer (en) : Jerry Robert Willis (ancien propriétaire de la salle de jeux avant de devenir l'animatronique Willy)

### Rôles d'animatroniques
- Jiri Stanek (VO : Émoi) : Willy le furet
- B.J. Guyer : (VO : Abel Arias) : Ozzie l'autruche
- Billy Bussey (VO : Mark Gagliardi) : Gus le gorille
- Christopher Bradley : Arty l'alligator
- Jessica Graves Davis (VO : sa propre voix) : Sara la sirène
- Duke Jackson : Knighty le chevalier
- Taylor Towery (VO : Madisun Leigh) : Cammy (caméléon)
- Chris Schmidt Jr. : (VO : Abel Arias) : Tito la tortue mexicaine

Les VO de Tito et Ozzie sont faites par Abel Arias.

## Autour du film
Le rôle principal de Nicolas Cage n'est pas un rôle de composition, puisqu'il n'a aucune réplique. Les seuls sons émis de Cage proviennent de sa montre qui indique à son personnage le moment de faire une pause dans le nettoyage de l'établissement. Systématiquement pendant ses pauses, le personnage de Nicolas Cage prend une boisson en canette, Punch Pop, et joue au flipper nommé Willy's Wonderland. L'arcade et la boisson sont créées spécialement pour le film.
Sur la cannette, le slogan est :
« A fistfull of caffeine to your kisser… »
« Un coup de poing de caféine dans ta face… »

## Préquelles
Le film a eu droit à trois préquelles en Comics :
- Willy's Wonderland No.1
- Willy's Wonderland No.2
- Willy's Wonderland No.3